# شريط موبيوس

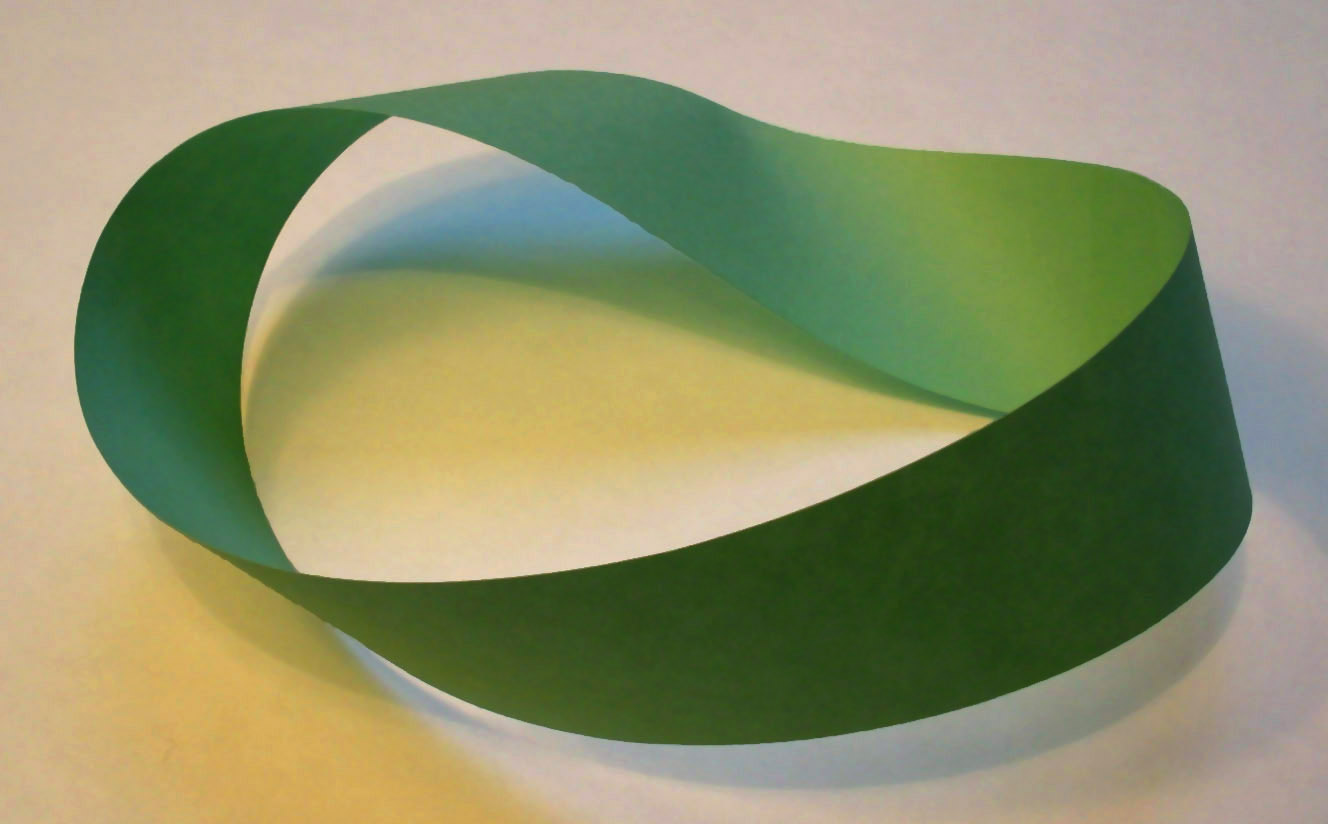
شريط موبيوس مصنوع من قطعة من الورق وشريط لاصق. إذا قامت نملة بالزحف على طول هذا الشريط، فإنها ستمر على كلى الوجهين وستعود إلى النقطة التي بدأت منها وذلك بدون أن تقطع أي حواف، مع كونها اجتازت كل سطح في الشريط.

شريط موبيوس هو سطح بجانب واحد وبعنصر حدودي واحد، وله خاصية الـ (non-orientable) الرياضية (بمعنى أنه إذا مُرر سطح ثنائي الأبعاد (على سبيل المثال، ) على شريط موبيوس ثم أعيد إلى مكانه فإنه يرجع وكأنه صورة مرآة للشكل الأصلي ()). كما يعتبر شريط موبيوس أيضًا سطحًا مسطرًا. اكتشف شريط موبيوس بشكل مستقل بواسطة الرياضيان الألمانيان أوغست فيرديناند موبيوس، وجون بينديكت ليستينج عام 1858.
يمكن صناعة نموذج لشريط موبيوس ببساطة عن طريق قص ورقة على هيئة شريط ثم نعقفه نصف عقفة (180 0)، ثم نربط نهايتي الشريط معًا ليصبح لدينا شريط واحد. وفي الحقيقة فإنه في الفضاء الإقليدي يكون لدينا نوعان من شريط موبيوس اعتمادًا على اتجاه النصف عقفة: إما في اتجاه حركة عقارب الساعة، أو عكس اتجاه حركة عقارب الساعة. ولهذا فإن شريط موبيوس يعتبر متماثلاً، بمعنى أن له «يدوية» (كما هو الحال اليد اليمنى واليد اليسرى).
بذلت محاولات لإيجاد حلول لمعادلات جبرية لها طوبولوجية شريط موبيوس، لكن بشكل عام هذه المعادلات لا تصف نفس الشكل الهندسي الذي نحصل عليه من عقف الورقة كما فُصل فيما سبق. وبشكل جزئي فإن النموذج الورقي المعقوف هو «سطح مطور» (السطح المطور هو سطح منحنى الجاوس له مساو للصفر). وفي 2007 تم نشر منظومة من معادلات جبرية تفاضلية (differential-algebraic equations) تصف نماذج من هذا النوع مع حلولها العددية.
مميزة أويلر (وهو عدد يصف جانبًا واحدًا من الفضاء الطبوغرافي للشكل أو للهيكل) لشريط موبيوس تساوي صفر.